# 西廣島站
西廣島站（日语：／ Nishi-Hiroshima eki */?）是位於廣島縣廣島市西區己斐本町一丁目，西日本旅客鐵道（JR西日本）山陽本線的車站。車站位於廣島城市網絡內。

## 歷史
- 1897年（明治30年）9月25日 - 山陽鐵道廣島站至德山站之間開通，此站啟用，當時名為己斐站。為旅客、貨運車站。
- 1906年（明治39年）12月1日 - 山陽鐵道國有化（日语：鉄道国有法），成為官設鐵道車站。
- 1909年（明治42年）10月12日 - 制定路線名稱。成為山陽本線車站。
- 1945年（昭和20年）8月6日 - 廣島市被投下原子彈。在翌日，山口彊乘坐避難列車前往長崎[1]。
- 1969年（昭和44年）10月1日 - 車站改名為西廣島站。
- 1984年（昭和59年）1月1日 - 終止貨物起卸業務。車站北邊（3號月台外側）設有棚車專用貨物月台。
- 1987年（昭和62年）4月1日 - 伴隨國鐵分割民營化，車站由西日本旅客鐵道（JR西日本）營運。
- 1995年（平成7年）12月3日 - 西出口的車站業務由中國交通事業株式會社（現時為：JR西日本廣島MAINTEC）（日语：JR西日本広島メンテック）負責。
- 2007年（平成19年）
  - 5月24日 - 引入自動閘機（日语：自動改札機）。
  - 9月1日 - 此站可以使用ICOCA。
- 2009年（平成21年）4月11日 - 放置了調皮三人組（日语：ズッコケ三人組）像。
- 2011年（平成23年）4月1日 - 西出口車站業務回復由JR西日本直接管理。
- 2012年（平成24年） - 西出口中，綠色窗口營業時間中加設中途休息時間。
- 2016年（平成28年）
  - 4月1日 - 管理車站由西廣島站遷移至宮島口站，此站由JR西日本廣島MAINTEC（日语：JR西日本広島メンテック）負責車站業務，成為業務委託車站。
  - 4月10日 - JR西日本廣島MAINTEC的西廣島營業所從玖波站遷移至此站[注 1][5]。
- 2017年（平成29年）10月1日 - 西出口中綠色窗口營業時間大幅縮短，只於7:30 - 8:50營業。

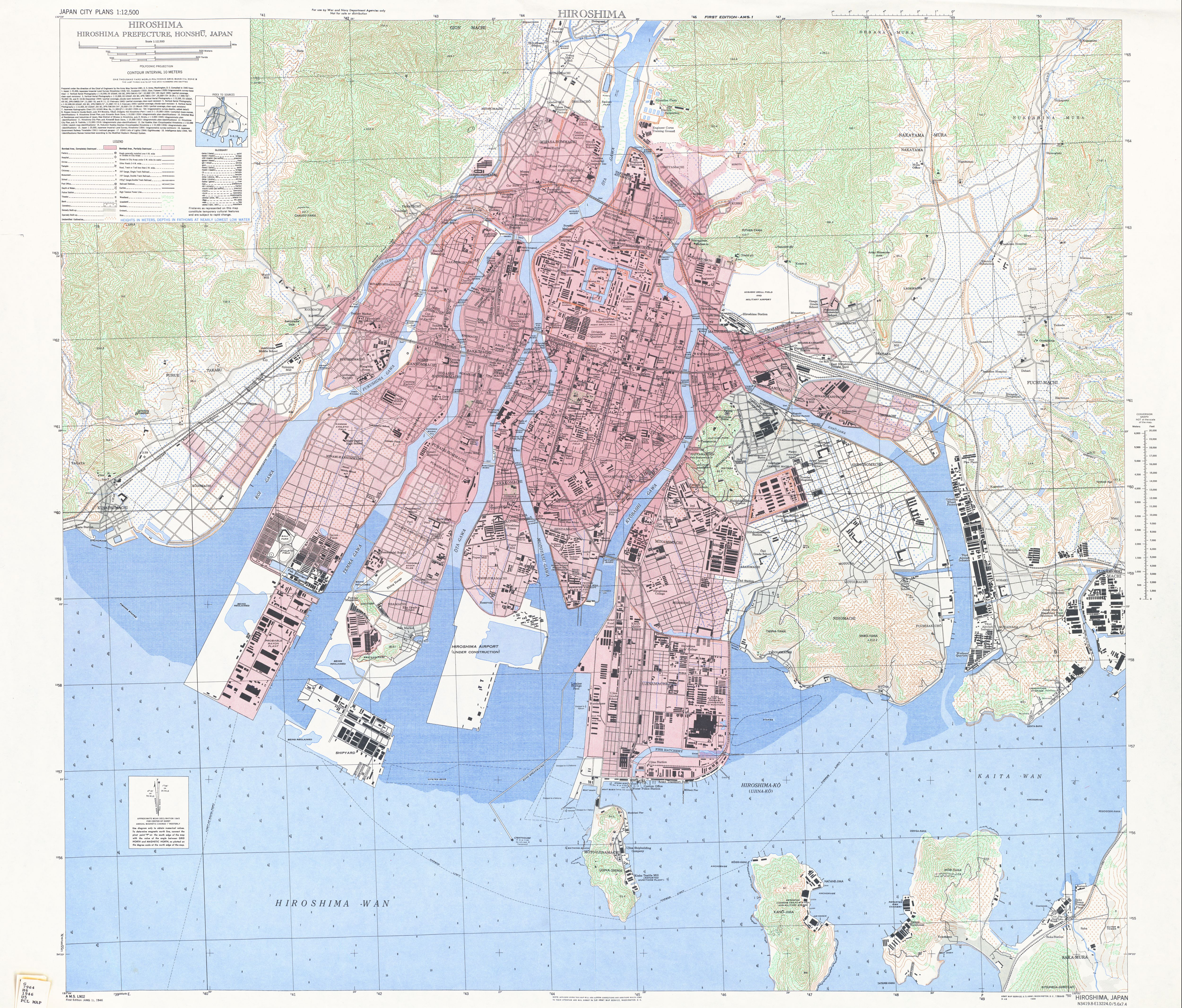
1945年由美軍製作的廣島市地圖。以"Koi Station"表記此站位置。
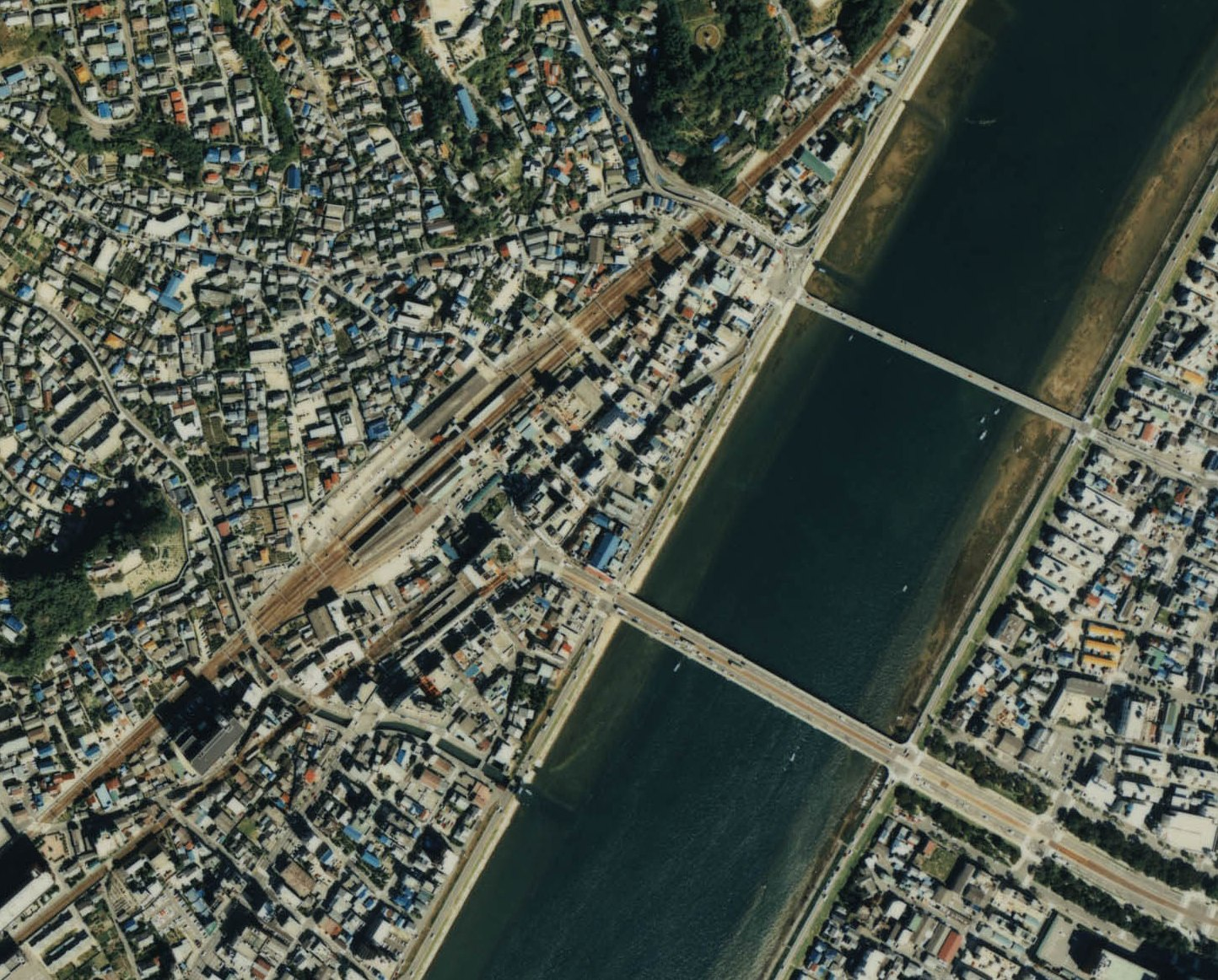
1988年。基於日本國土交通省之地圖和航拍圖瀏覽服務製作。

## 車站構造

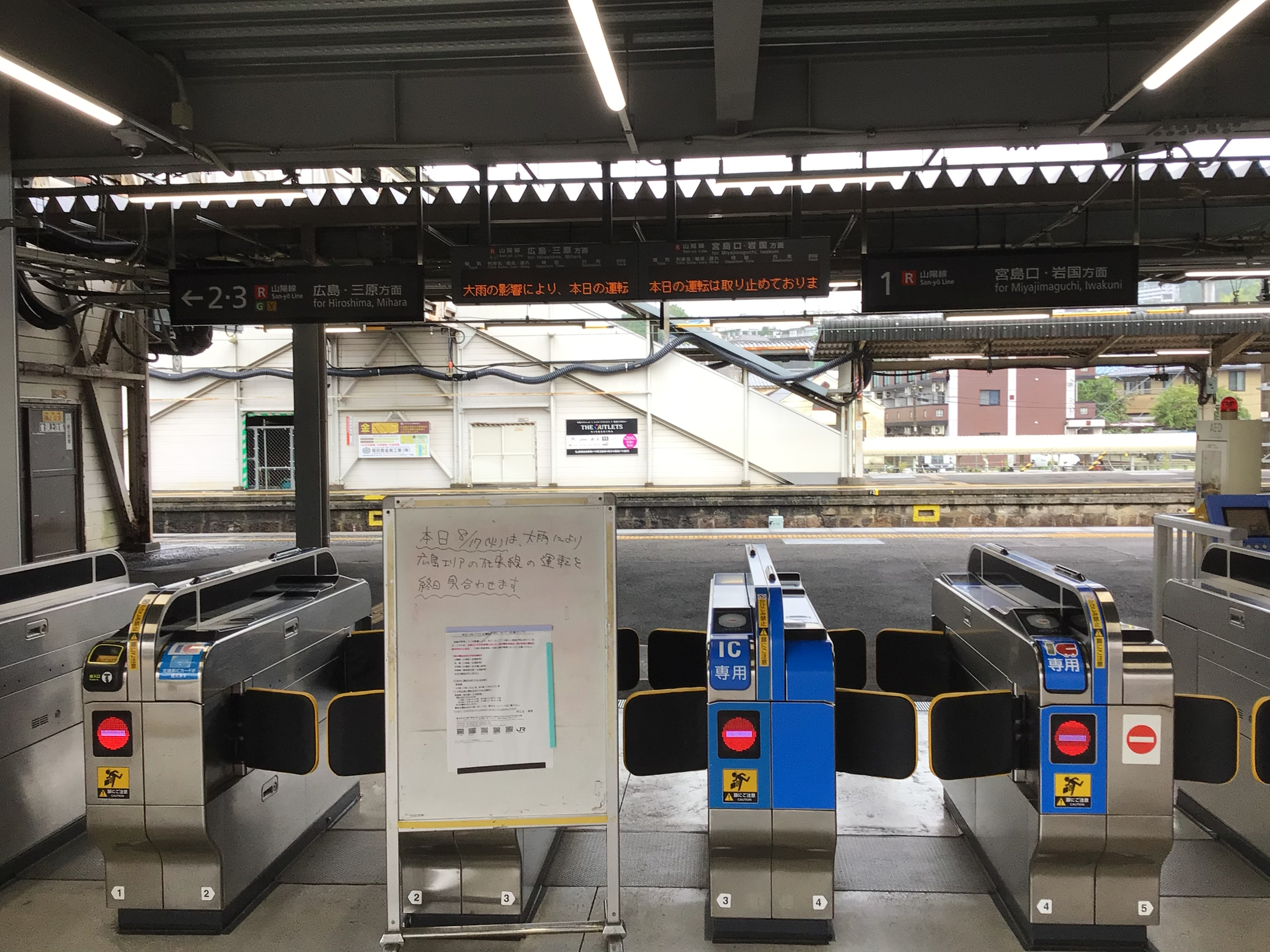
東閘口（2021年8月）

車站是一座地面車站，設有2面3線的單式、島式月台（混合式月台）。車站大樓位於單式月台側（1號月台），設有跨線橋連接島式月台（2、3號月台）。車站大樓還是使用山陽鐵道時代的建築物。
東出口閘口上方設有LED式列車出發資訊牌。車站可以使用ICOCA與其互相可以使用的IC卡。西出口引入了簡易型自動閘機。另外，此站位於JR特定都區市內制度中，「廣島市內」的車站（但是車站與鄰站向洋站不是位於廣島市內）。車站月台上沒有LED式列車出發資訊牌。
車站由宮島口站管理，並由JR西日本廣島MAINTEC負責車站業務，為業務委託車站。此站曾經為管理車站，管理山陽本線新白島站至大竹站之間各站，在2016年4月1日起管理車站轉為宮島口站，此站成為業務委託車站。此站為在JR西日本廣島MAINTEC委托的業務委託車站唯一設有站長，並為宮島口管理站管轄的委託車站。車站印章是「與毛利氏有關的旭山神社車站」。

### 月台
| 月台 | 路線         | 上下行       | 方向                   |
| ---- | ------------ | ------------ | ---------------------- |
| 1    | 山陽本線     | 下行         | 宮島口、岩國、德山方向 |
| 2    | （備用月台） | （備用月台） | （備用月台）           |
| 3    | 山陽本線     | 上行         | 廣島、吳、三原方向     |

1號月台為下行本線，3號月台為上行本線，2號月台為上下行共用的待避線（中線），沒有定期旅客列車停站。

## 使用狀況
以下數據是來自《廣島市統計書》及《廣島市勢要覧》。
| 年度               | 1日平均 乘車人次 | 1日平均 下車人次 |
| ------------------ | ---------------- | ---------------- |
| 1947年（昭和22年） | 3,473            | -                |
| 1948年（昭和23年） | 3,525            | -                |
| 1949年（昭和24年） | 2,819            | -                |
| 1950年（昭和25年） | 2,527            | -                |
| 1951年（昭和26年） | 2,357            | 2,415            |

| 年度               | 1日平均 乘車人次 | 年度 乘客總數 | 年度 下車人次總數 | 年度 起載貨物(t) | 年度 卸載貨物(t) |
| ------------------ | ---------------- | ------------- | ----------------- | ---------------- | ---------------- |
| 1952年（昭和27年） | 2,314.6          | 844,815       | -                 | -                | -                |
| 1953年（昭和28年） | 2,217.5          | 809,383       | -                 | -                | -                |
| 1954年（昭和29年） | 2,195.5          | 801,366       | -                 | -                | -                |
| 1955年（昭和30年） | 2,201.9          | 805,884       | -                 | -                | -                |
| 1956年（昭和31年） | 2,411.0          | 880,021       | -                 | -                | -                |
| 1957年（昭和32年） | 2,450.9          | 894,566       | -                 | 69,110           | 157,912          |
| 1958年（昭和33年） | 2,516.2          | 918,414       | 922,979           | 66,275           | 156,218          |
| 1959年（昭和34年） | 2,549.8          | 933,216       | 930,804           | 66,229           | 159,593          |
| 1960年（昭和35年） | 2,618.8          | 955,850       | 1,000,397         | 61,891           | 165,060          |
| 1961年（昭和36年） | 2,658.8          | 970,463       | 1,001,264         | 67,039           | 169,689          |
| 1962年（昭和37年） | 2,582.7          | 942,680       | 983,251           | 62,898           | 166,224          |

以上為1日平均乘車人次數據。隨後把年度除365日（由於設有閏年的關係，1955、1959年會除366），再取自兩位小數點再四捨五入。
| 年度               | 1日平均 乘車人次 | 年度 乘客總數 | 定期票乘客 總數 | 普通票 總數 | 年度 起載貨物(t) | 年度 卸載貨物(t) |
| ------------------ | ---------------- | ------------- | --------------- | ----------- | ---------------- | ---------------- |
| 1963年（昭和38年） | 2,667.9          | 1,952,919     | 1,419,574       | 533,345     | -                | -                |
| 1964年（昭和39年） | 2,730.4          | 1,993,228     | 1,442,348       | 550,880     | 52,444           | 158,719          |
| 1965年（昭和40年） | 3,000.5          | 2,190,372     | 1,561,138       | 629,234     | 39,277           | 148,908          |
| 1966年（昭和41年） | 2,962.4          | 2,162,565     | 1,545,138       | 617,427     | 35,273           | 130,067          |
| 1967年（昭和42年） | 3,166.9          | 2,318,138     | 1,661,680       | 656,458     | 43,508           | 130,716          |
| 1968年（昭和43年） | 3,147.1          | 2,297,398     | 1,565,800       | 731,598     | -                | -                |
| 1969年（昭和44年） | 3,092.4          | 2,257,429     | 1,538,372       | 719,057     | -                | -                |
| 1970年（昭和45年） | 3,294.9          | 2,405,277     | 1,575,794       | 829,483     | -                | -                |
| 1971年（昭和46年） | 3,693.8          | 2,703,860     | 1,723,014       | 980,846     | -                | -                |
| 1972年（昭和47年） | 3,988.3          | 2,911,423     | 1,712,050       | 1,199,373   | -                | -                |
| 1973年（昭和48年） | 4,354.2          | 3,178,594     | 1,734,230       | 1,444,364   | -                | -                |
| 1974年（昭和49年） | 4,690.3          | 3,423,947     | 1,919,320       | 1,504,627   | -                | -                |
| 1975年（昭和50年） | 5,300.8          | 3,880,222     | 2,157,672       | 1,722,550   | -                | -                |
| 1976年（昭和51年） | 5,910.1          | 4,314,341     | 2,445,858       | 1,868,483   | -                | -                |
| 1977年（昭和52年） | 6,043.9          | 4,412,024     | 2,491,094       | 1,920,930   | -                | -                |
| 1978年（昭和53年） | 6,530.6          | 4,767,357     | 2,869,614       | 1,897,743   | -                | -                |

以上為1日平均乘車人次數據，當中假設上車與下車人數相同。隨後把年度除365日（由於設有閏年的關係，1963、1967、1971、1975年會除366），再除2（上車與下車人次），最後取自兩位小數點再四捨五入。
| 年度               | 1日平均 乘車人次 |
| ------------------ | ---------------- |
| 1979年（昭和54年） | 6,855            |
| 1980年（昭和55年） | 7,063            |
| 1981年（昭和56年） | 6,938            |
| 1982年（昭和57年） | 6,847            |
| 1983年（昭和58年） | 7,089            |
| 1984年（昭和59年） | 7,835            |
| 1985年（昭和60年） | 6,800            |
| 1986年（昭和61年） | 6,981            |
| 1987年（昭和62年） | 9,137            |
| 1988年（昭和63年） | 10,530           |
| 1989年（平成元年） | 9,401            |
| 1990年（平成02年） | 9,909            |
| 1991年（平成03年） | 10,288           |
| 1992年（平成04年） | 10,621           |
| 1993年（平成05年） | 10,696           |
| 1994年（平成06年） | 10,499           |
| 1995年（平成07年） | 10,490           |
| 1996年（平成08年） | 10,431           |
| 1997年（平成09年） | 10,114           |
| 1998年（平成10年） | 9,934            |
| 1999年（平成11年） | 9,859            |
| 2000年（平成12年） | 9,837            |
| 2001年（平成13年） | 9,684            |
| 2002年（平成14年） | 9,649            |
| 2003年（平成15年） | 9,424            |
| 2004年（平成16年） | 9,304            |
| 2005年（平成17年） | 9,326            |
| 2006年（平成18年） | 9,205            |
| 2007年（平成19年） | 9,311            |
| 2008年（平成20年） | 9,367            |
| 2009年（平成21年） | 9,193            |
| 2010年（平成22年） | 9,159            |
| 2011年（平成23年） | 9,114            |
| 2012年（平成24年） | 9,100            |
| 2013年（平成25年） | 9,212            |
| 2014年（平成26年） | 8,930            |
| 2015年（平成27年） | 9,232            |
| 2016年（平成28年） | 9,353            |
| 2017年（平成29年） | 9,389            |

乘車人次圖表

## 車站周邊
- 廣島市西區公所
- 廣島工業大學專門學校（日语：広島工業大学専門学校）
- 聖母院清心中學·高等學校（日语：ノートルダム清心中学校・高等学校）
- 廣島學院中學·高等學校（日语：広島学院中学校・高等学校） - 從此站轉乘巴士10分鐘。
- IZUMI youme Mart（日语：イズミ）己斐店

車站旁邊設有廣島電鐵宮島線與本線的廣電西廣島站。

## 巴士路線
廣電巴士市內線與Bon-Bus均在站前迴旋路中設有巴士站。廣電巴士郊外線與Bon-Bus高須台線均在宮島街道上設有巴士站。廣島巴士下行線在宮島街道上設有巴士站，上行線兩方向設有巴士站。
站前迴旋路
- 廣電巴士10號線…經平和大通　急行　前往中電前、市政廳前（日语：広島市役所）、大學醫院（日语：広島大学病院）、旭町（只有早上與黃昏班次）
- 廣島巴士25號線（井口線）（只有上行班次）…前往和平紀念公園 / 經己斐橋前往廣島站
- Bon-Bus…前往紙屋町·八丁堀（日语：紙屋町・八丁堀）、大迫團地、廣電己斐團地、五月丘（日语：五月が丘 (広島市)）、高須台（日语：高須台）、學院（日语：広島学院中学校・高等学校）東門前（只有早上班次）、紅葉丘、共立高地、富士高地、Itopia大廈

宮島街道上的巴士站
下行方向
- 廣電巴士52號線（郊外線）…前往美鈴丘（日语：美鈴が丘 (広島市)）、山田團地、井口台（日语：井口台）公園鎮、藤之木團地
- 廣島巴士25號線（井口線）…前往庚午、ALPARK（日语：アルパーク）、井口車廠
- Bon-Bus高須台線…前往高須台、學院東門前、共立高地

上行方向
- 廣島巴士25號線（井口線）…前往平和記念公園 / 經己斐橋前往廣島站
- Bon-Bus…前往紙屋町·八丁堀
- 廣電巴士52號線（郊外線）…前往廣島巴士中心（日语：広島バスセンター）、廣島站

## 與調皮三人組的關係
調皮三人組作者那須正幹來自己斐，該兒童文學以此站作為背景，在《調皮三人組》中西廣島站名為花山站。在2009年（平成21年）4月，在車站前放置了調皮三人組的三名主角像，那須正幹本人出席了揭幕儀式。

## 相鄰車站
西日本旅客鐵道
 山陽本線
■快速「城市快車」（只有星期六及假日服務）
通過
■快速「通勤快車」（只有平日早上上行班次）、■普通
橫川－西廣島－新井口
此站與新井口站之間正在構思建設JR古江站。

## 注腳

## 外部連結
- 西廣島｜車站資訊：JR出門網 - 西日本旅客鐵道